# Crocidura paradoxura
Crocidura paradoxura là một loài động vật có vú trong họ Chuột chù, bộ Soricomorpha. Loài này được Dobson mô tả năm 1886.